# Афродіта Сіракузька
Афроді́та Сіраку́зька (грец. Αφροδίτη των Συρακουσών) — мармурова статуя богині Афродіти, давньоримська копія ІІ ст. н. е. з незбереженого оригіналу IV ст. до н. е. Праксітеля. Зображує богиню в момент народження, коли вона виходить з морських хвиль — тип, відомий як «Афродіта Анадіомена».
Вироблена з пароського мармуру, має висоту 1,8 м. Знайдена у містечку Байях на півдні Італії (провінція Кампанія). Назву «Сіракузької» отримала за ідентичність зі статуєю Афродіти, яка зберігалася в місті Сіракуза. У статуї були відсутні голова, шия та права рука, відновити їх взявся знаменитий скульптор Антоніо Канова. Первісно числилася в колекції лорда Гоупа, потім статую придбав дехто М. Ембірикос (Μ. Εμπειρίκος) і в 1924 році передав її у дар Національному археологічному музею в Афінах.
Статуя зображує молоду майже оголену жінку. З одягу на ній — лише гіматій (або пеплос), обгорнутий навколо стегон, який богиня підтримує лівою рукою в області лона. Одяг широко спадає долу з боків і ззаду, оголяючи верх стегон і сідниць. З'єднані з постаментом, спадні складки гіматія виконують функцію додаткової опори статуї, оскільки ноги, поставлені дуже близько одна до одної, не можуть забезпечити належної сталості. Голова богині повернута ліворуч, вона обпирається на ліву ногу, правою рукою прикриває ліву грудь. Такий тип прийнято звати Venus pudica («Венера Сором'язлива») — найвідомішим його прикладом є «Афродіта Кнідська».

## Венера Ландолінська

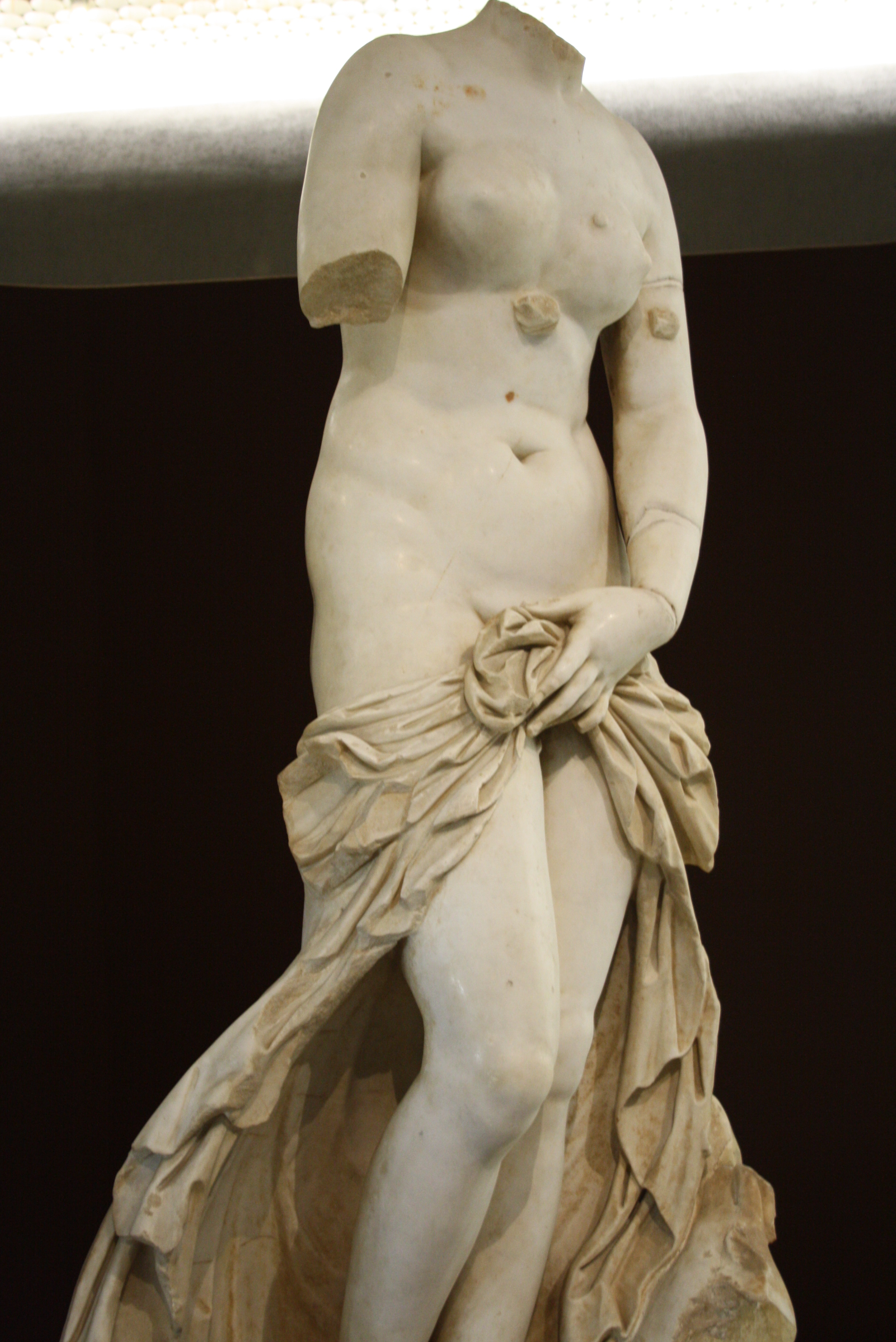
Венера Ландолінська

Аналогічна статуя — копія ІІ ст. н. е. з того ж оригіналу — перебуває в Сіракузькому археологічному музею у місті Сіракуза. Відома під назвами «Венера Сіракузька» або «Венера Ландолінська» (Venus Landolina) — за ім'ям археолога Саверіо Ландоліни (Saverio Landolina), який знайшов її на руїнах німфею. Голова і права рука також втрачені і не відновлювалися (фото Афродіти з музею Сіракуз [Архівовано 3 вересня 2007 у Wayback Machine.], фото Афродіти з музею Сіракуз [Архівовано 9 жовтня 2007 у Wayback Machine.]).